# Lift (напій)
Lift (укр. Ліфт) — торгова марка безалкогольних напоїв компанії The Coca-Cola Company, продукція якої поширена в Австралії, Новій Зеландії, Латинській Америці, Німеччині, Австрії, Філіппінах та Східній Європі з 1970-х років, є газованим та приправленим фруктовим соком напоєм.
В Австралії єдиним ароматом є лимон, у 2015 році Lift в Австралії отримав ребрендинг «Fanta Lemon Lift».

## Різноманіття та ароматизатори
- Ліфт (грейпфрут)

- Ліфт Плюс

- Ліфт Плюс Лайт

- Ліфт Плюс Грін

- Ліфт Плюс Екстра Стренч

- Ліфт Яблуко

- Ліфт Яблуко, Смородина

- Ліфт Яблуко, Лимон

- Ліфт Яблуко, Персик

- Ліфт Вишня

- Ліфт Виноград

- Ліфт Лимон

- Ліфт Апельсин

- Ліфт Персик

- Ліфт Груша

- Ліфт Малина

- Ліфт Ванільний Крем

- Джем

- Веган